# Montdardier
Montdardier es una comuna francesa situada en el departamento de Gard, en la región de Occitania.

## Demografía
| 466 | 432 | 601 | 714 | 727 | 715 | 700 | 738 | 677 | 672 | 616 | 577 | 569 | 578 | 581 | 743 | 885 | 918 | 1 051 | 870 | 558 | 466 | 424 | 340 | 324 | 316 | 273 | 215 | 197 | 178 | 157 | 187 | 199 | 188 |
| Para los censos de 1962 a 1999 la población legal corresponde a la población sin duplicidades (Fuente: INSEE [Consultar]) |     |     |     |     |     |     |     |     |     |     |     |     |     |     |     |     |     |       |     |     |     |     |     |     |     |     |     |     |     |     |     |     |     |